# Die Welt ist groß und Rettung lauert überall
Die Welt ist groß und Rettung lauert überall (1996) ist der erste Roman des Autors Ilija Trojanow. 2008 wurde ein gleichnamiger Film zum Roman veröffentlicht.

## Handlung
Nach einer Vorstellung des Patenonkels Bai Dan und des Grundthemas wird der Protagonist Alexandar im kommunistischen Bulgarien unter Staatschef Todor Schiwkow geboren. Die bedrückenden Verhältnisse lassen im Vater Vasko den Gedanken an Flucht reifen; nachdem er sich gegenüber seiner Frau durchgesetzt hat, flieht die Familie zunächst nach Italien. Die Zeit im italienischen Flüchtlingslager wird auf breitem Raum geschildert. Die dritte Lebensphase nach Bulgarien und Italien ist das Asyl in Deutschland. Diese Lebensphase wird jedoch nur kurz beschrieben. Weil die Eltern bald verunglücken, steht Alexandar entwurzelt allein, bis er schwer erkrankt und jegliche Initiative einbüßt. Aus solcher 'Oblomowitis' reißt ihn sein hochbetagter, aber ungemein rüstiger Pate Bai Dan, indem er mit Alexandar eine lange Tour mit einem Tandem unternimmt.
Am Ende beherrscht Alexandar das Glücksspiel, das als Metapher der Lebenskunst gilt. Während Alexandar ohne Geld frei ist, erscheinen die reichen Besitzbürger unfrei.
Entworfen werden vier Lebensbereiche, die unterschiedliche Überlebensstrategien einfordern: Die diktaturgeplagte Heimat Bulgarien, das italienische Flüchtlingslager, die Asylantenexistenz in Deutschland und schließlich der Aufbruch in die Welt.

## Würdigung
Trojanows auktorial-mehrperspektivischer, zumindest teilweise auf autobiographischem Material fußender Erstling ist ein moderner, kurzweiliger Schelmenroman voll eigenwilliger Charaktere. Er zeigt alle Kennzeichen dieser Gattung, die mit der Geburt des Helden einsetzt und die Welt durch die Augen des Humoristen sieht. So wendet sich der Erzähler öfter in ironischer Brechung an den Leser und kommentiert den Aberwitz der Welt in einer Spannweite, die von Verschmitztheit über die Groteske bis zum Sarkasmus reicht. Nur so lassen sich die Bedrohungen meistern, denen Alexandar beinahe erliegt.
Zwar mischen sich früh surreale Elemente ein, doch wird ein insgesamt getreues Bild der Umstände, zumal des Flüchtlingslagers entworfen, und es gibt wenige Werke zu dieser Thematik. Erst den letzten Teil beherrschen Irreales, Phantastisches, ja orientalisch Märchenhaftes. Er ist Gleichnis: Das Glücksspiel bedeutet symbolisch Lebenskunst und verschafft zugleich die erforderlichen Mittel dazu.
Die Lehre ist deutlich: Nur wo er spielt, ist der Mensch ganz Mensch, und die Risiken des Glücksspieles erhöhen nicht nur den Reiz, sondern der lockere Umgang mit Geld befreit von den Zwängen des Besitzbürgertums.
Auch wenn sich der verschachtelt aufgebaute, doch übersichtliche Roman nicht immer auf gleicher Höhe zu halten vermag und sich noch nicht gänzlich zur Einheit schließt, Modernismen, Überspitzungen und Manieriertheiten stehenblieben, so vermag Trojanow doch souverän mit Material und formalen Mitteln zu verfahren. Dazu versteht er, auf ganz eigene Weise lebendig zu erzählen und anschaulich zu schildern.
Dem Werk kommt beträchtlicher Eigenwert zu, dennoch neigt man dazu, es gleichsam als Herold des großen Romans Der Weltensammler zu sehen, der die dort versprochenen Hoffnungen voll einlöst.

## Film
Der gleichnamige Film (bulgarischer Titel Светът е голям и спасение дебне отвсякъде) hat diverse Publikumspreise gewonnen. U. a. den Publikumspreis des 12. Sofia Film Festivals 2008 sowie den Publikumspreis des Zürich Filmfestivals 2008. Regisseur ist Stefan Komandarew, Produzent Karl Baumgartner.
Die Welt ist groß und Rettung lauert überall ist eine Koproduktion von Bulgarien, Deutschland, Slowenien und Ungarn, die mit Mitteln aus verschiedenen EU-Programmen mitfinanziert wurde. Die Rolle von Bai Dan, des Großvaters von Alexander, wird von dem serbischen Schauspieler Miki Manojlović gespielt, der besonders durch Filme von Emir Kusturica bekannt wurde. Alexander wird von dem deutschen Schauspieler Carlo Ljubek verkörpert und Stojan vom bulgarischen Stefan Waldobrew.
Der Film ist in Deutschland 2009 bei Arsenal Filmverleih erschienen.